# Renault Trafic
Renault Trafic – samochód osobowo-dostawczy klasy średniej produkowany pod francuską marką Renault od 1980 roku. Od 2014 roku produkowana jest trzecia generacja pojazdu.

## Pierwsza generacja

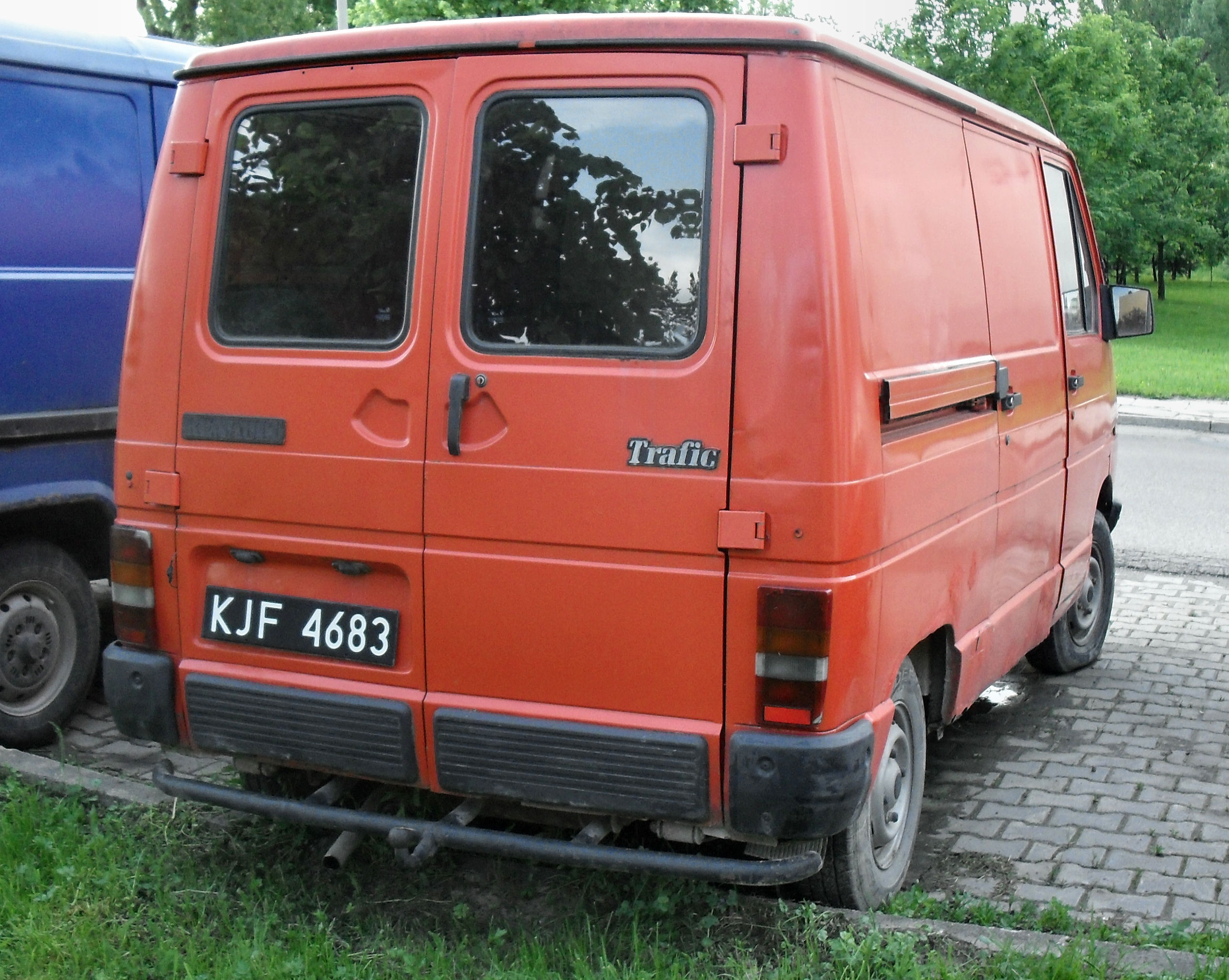
Renault Trafic I - tył

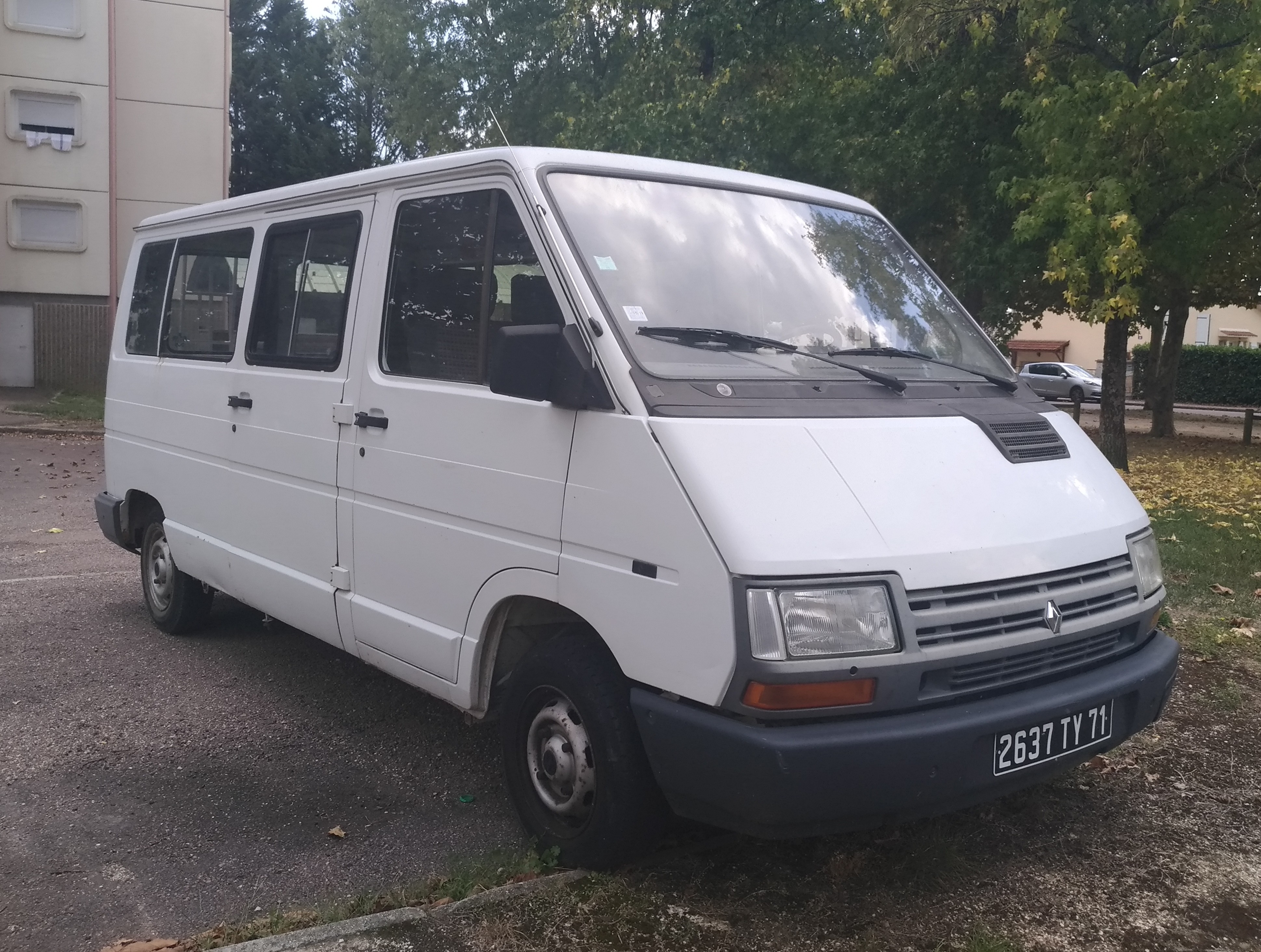
Renault Trafic I po liftingu

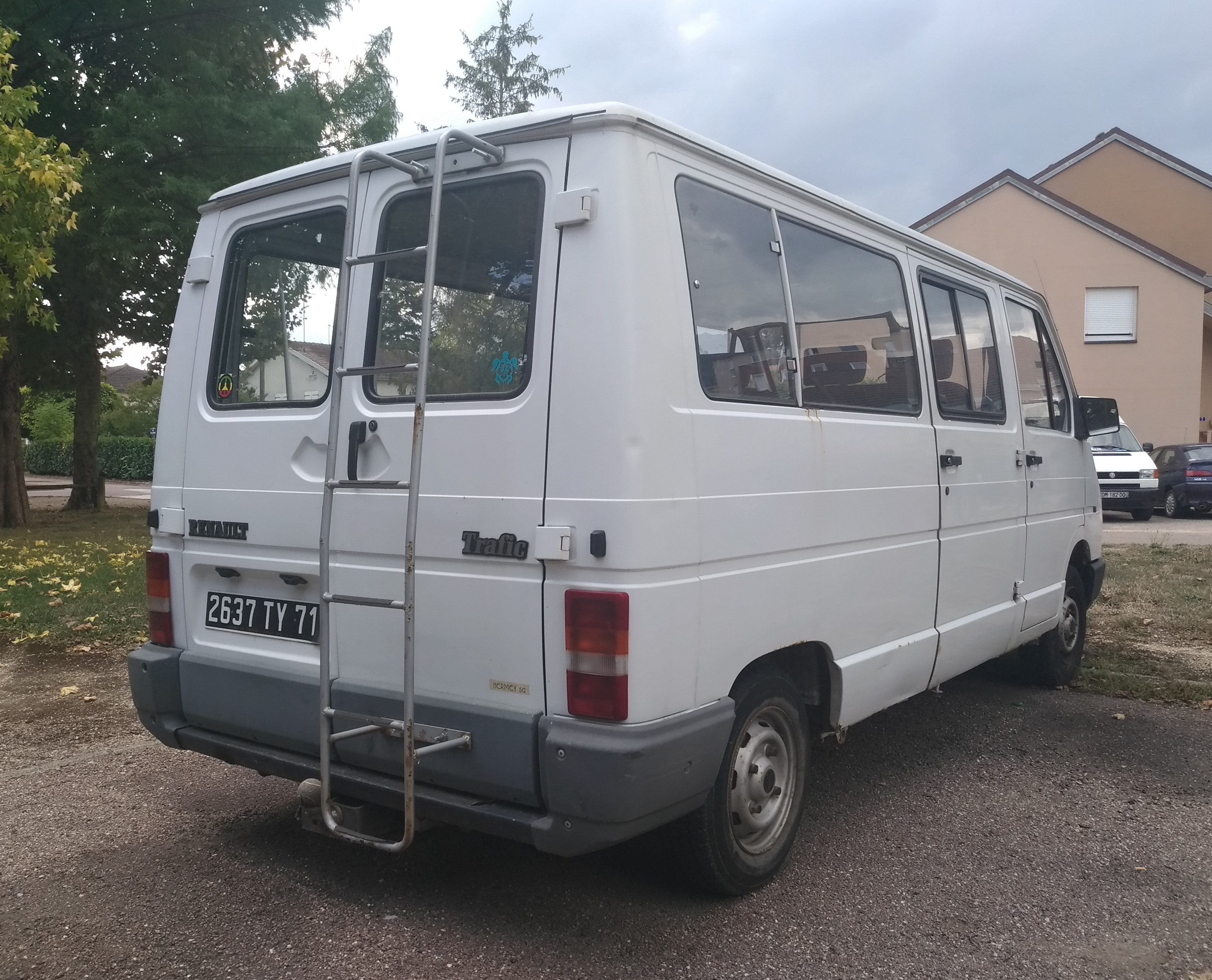
Renault Trafic I - tył po liftingu

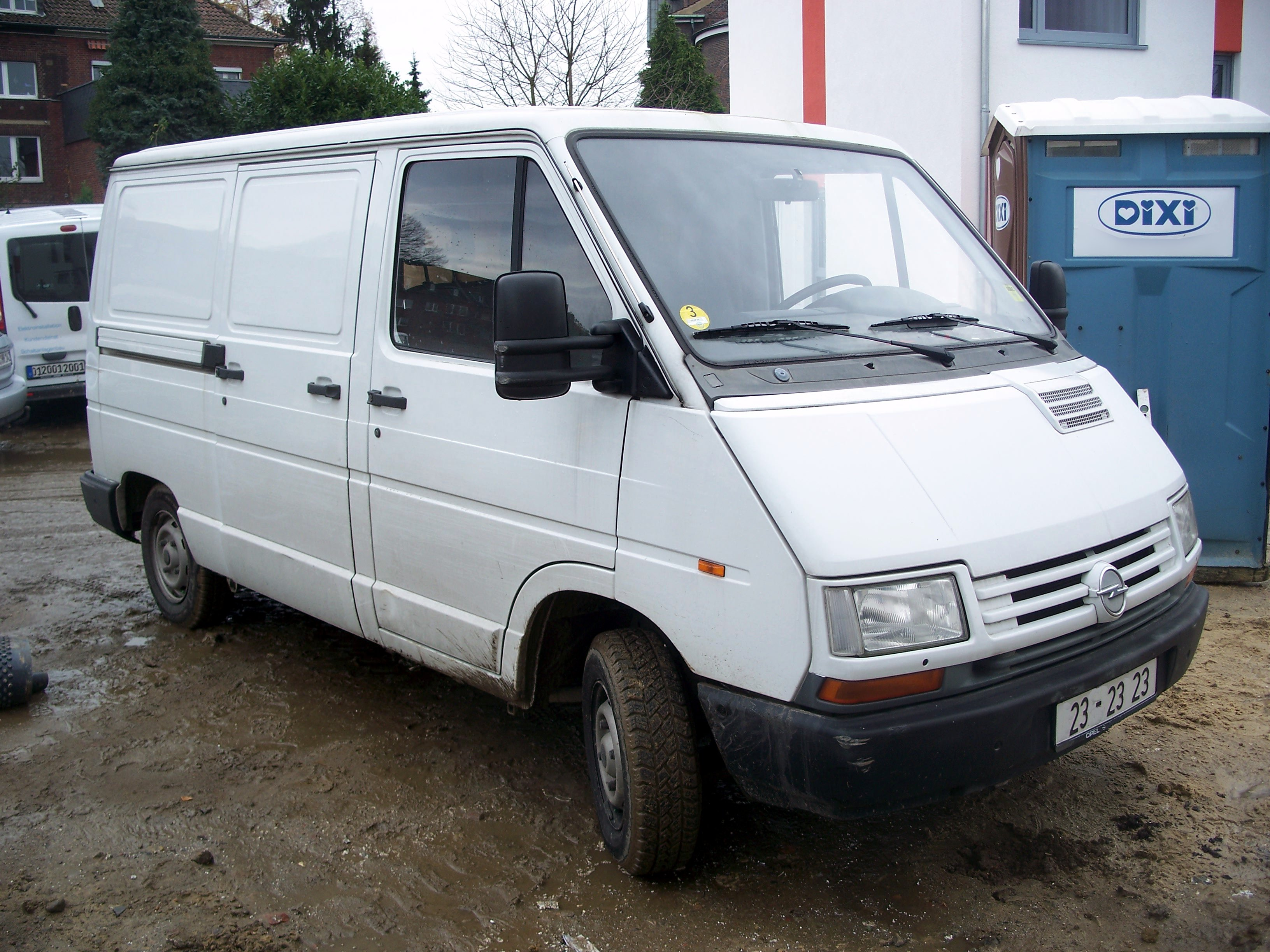
Opel Arena

Renault Trafic I zostało zaprezentowane po raz pierwszy w 1980 roku.
Pierwsza generacja modelu Trafic została zaprezentowana jesienią 1980 roku. Nieco przypominała ona wyglądem ówczesną wersję Renault Master. Samochód wytwarzała niezależna firma nadwoziowa Chausson. 
Debiutował z 3 silnikami benzynowymi i 2 Dieslami; najsłabszy silnik benzynowy miał 35 kW (48 KM) mocy. W 1989 roku pierwsza generacja przeszła face-lifting polegający między innymi na przeniesieniu kierunkowskazów na wysokość reflektorów i pewnym skróceniu samochodu. Zmieniono wówczas także i wygląd przesuwanych drzwi, a wygląd unowocześniono. Samochód był sprzedawany w wersjach z trojgiem drzwi, jak również z drzwiami przesuwanymi (wówczas było 5 drzwi). Dostępna była również wersja z oddzieloną tylną przestrzenią. Van miał z przodu 3 siedzenia. W przypadku wersji bez oddzielonej części bagażowej, w aucie mogło się zmieścić od 6 do 9 osób. Samochód był dostępny w wersji z pojedynczymi i skrzydłowymi drzwiami. Trafic I występował także w wersji skrzyniowej i jako podwozie pod zabudowę (tylko z pojedynczą kabiną). Wprowadzono także wersję 4x4 rzadko spotykaną na obecnym rynku wtórnym. W czasie produkcji auto było chętnie kupowane, jednak w latach 90. już nieco przestarzałe. W 1997 roku rozszerzono sprzedaż z wykorzystaniem sieci dilerskiej General Motors, wprowadzając model Arena (głównie na rynek niemiecki i angielski jako Vauxhall). W 2000 roku zaprzestano produkcji modelu z powodu wprowadzenia na rynek nowej generacji auta. Jeszcze na początku 2001 roku wyprzedawano resztki z produkcji pierwszej generacji; w sumie w latach 1981 - 2001 sprzedano około 930 tys. sztuk. Renault Trafic pierwszej generacji był produkowany w Batilly we Francji a także w Argentynie, a montowano go m.in. w Chinach. W 2007 roku koncern Tata Motors zaprezentował model Winger będący kolejnym wcieleniem Renault Trafic pierwszej generacji. Jednak Marubeni Motors nie importowało tego modelu do Polski.

## Druga generacja

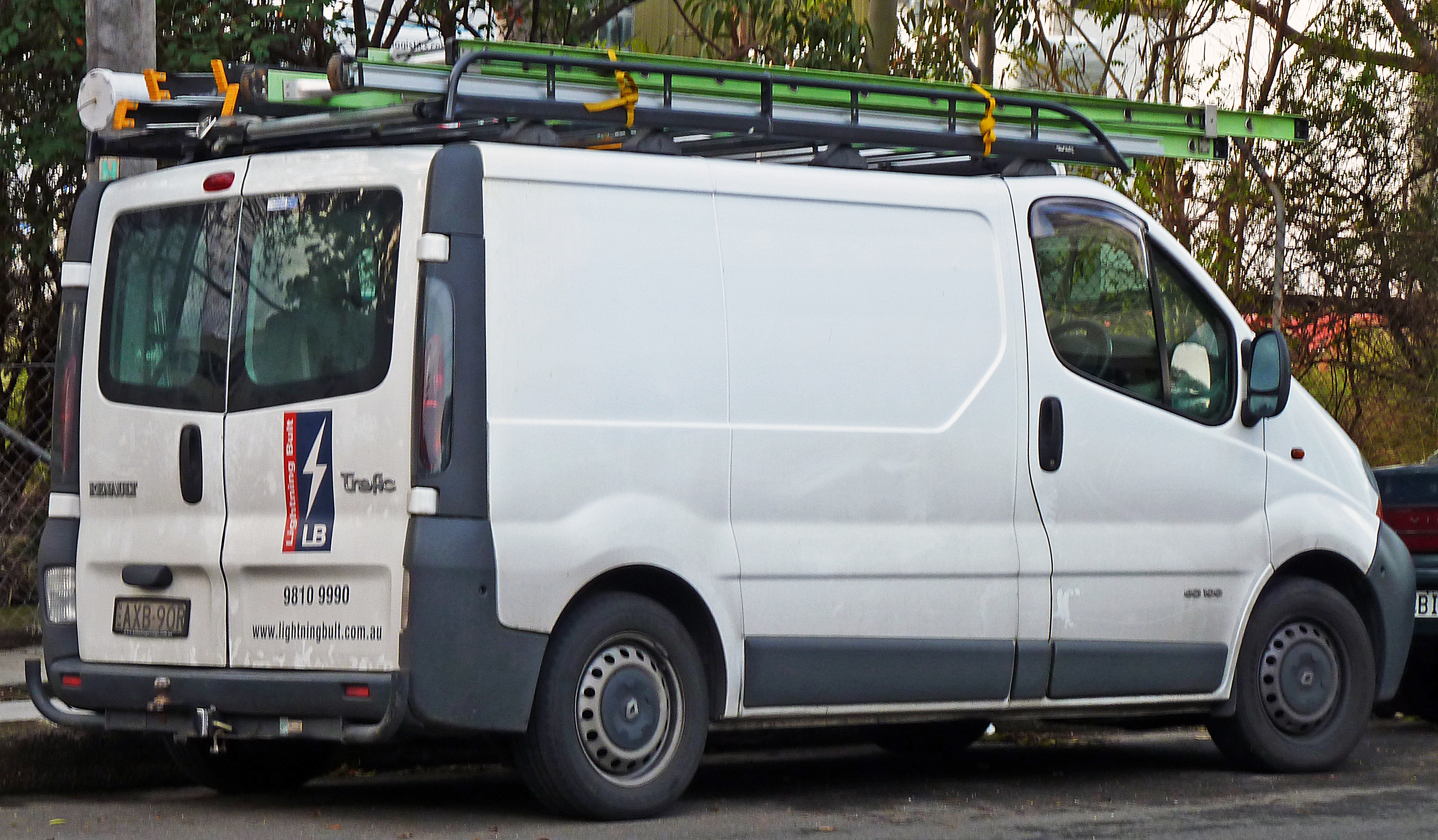
Renault Trafic II - tył

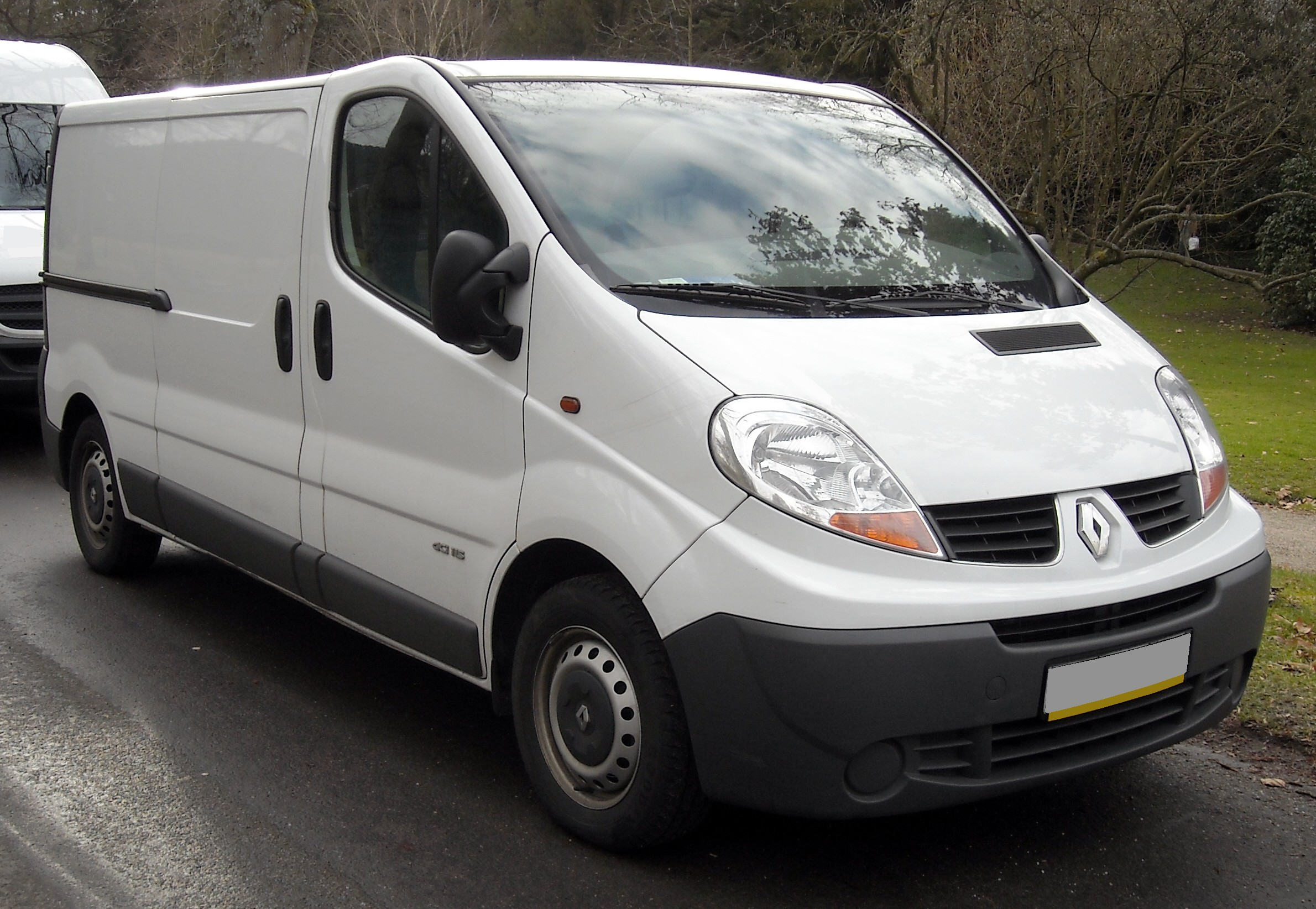
Renault Trafic II po liftingu

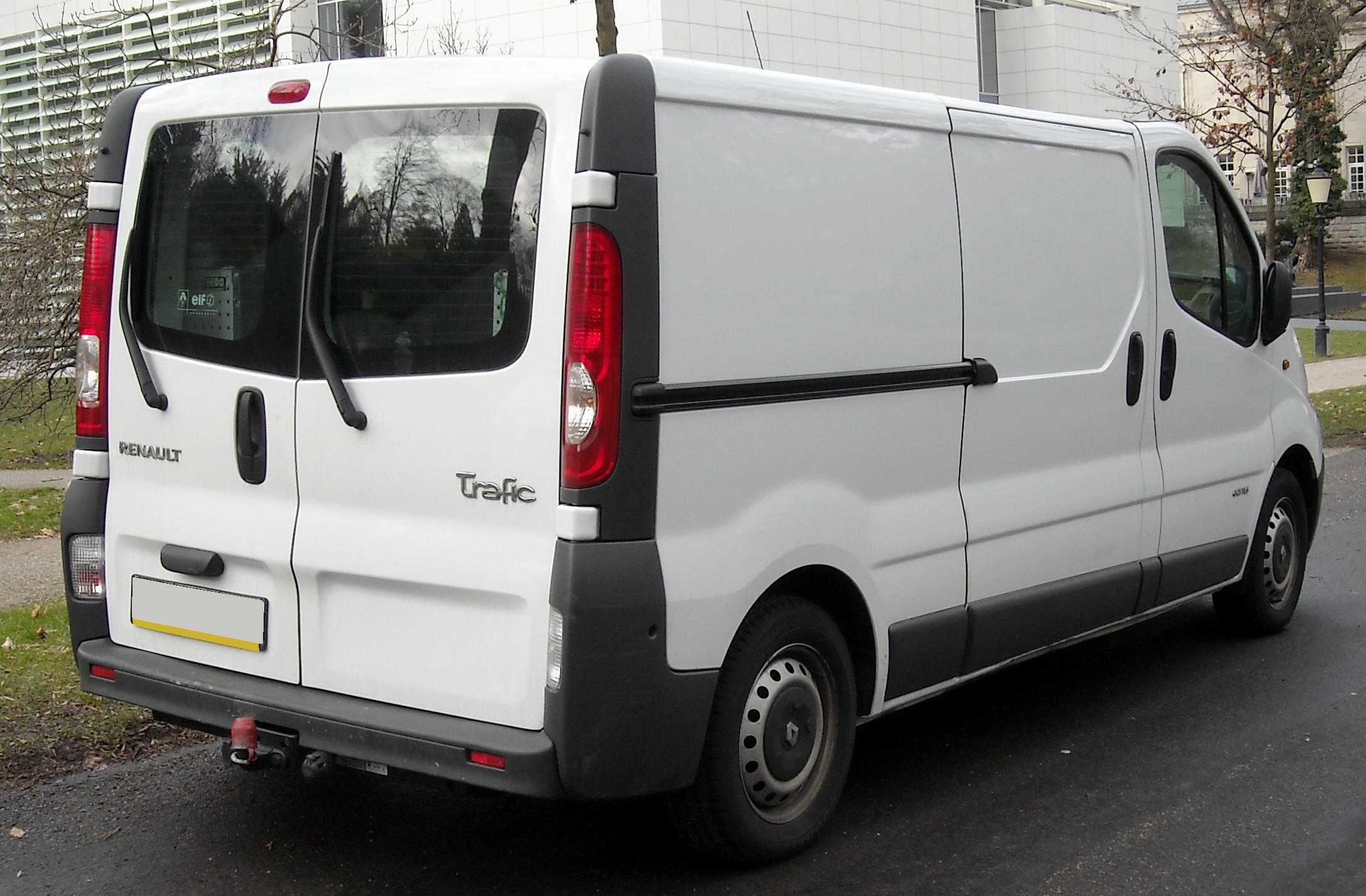
Renault Trafic II - tył po liftingu

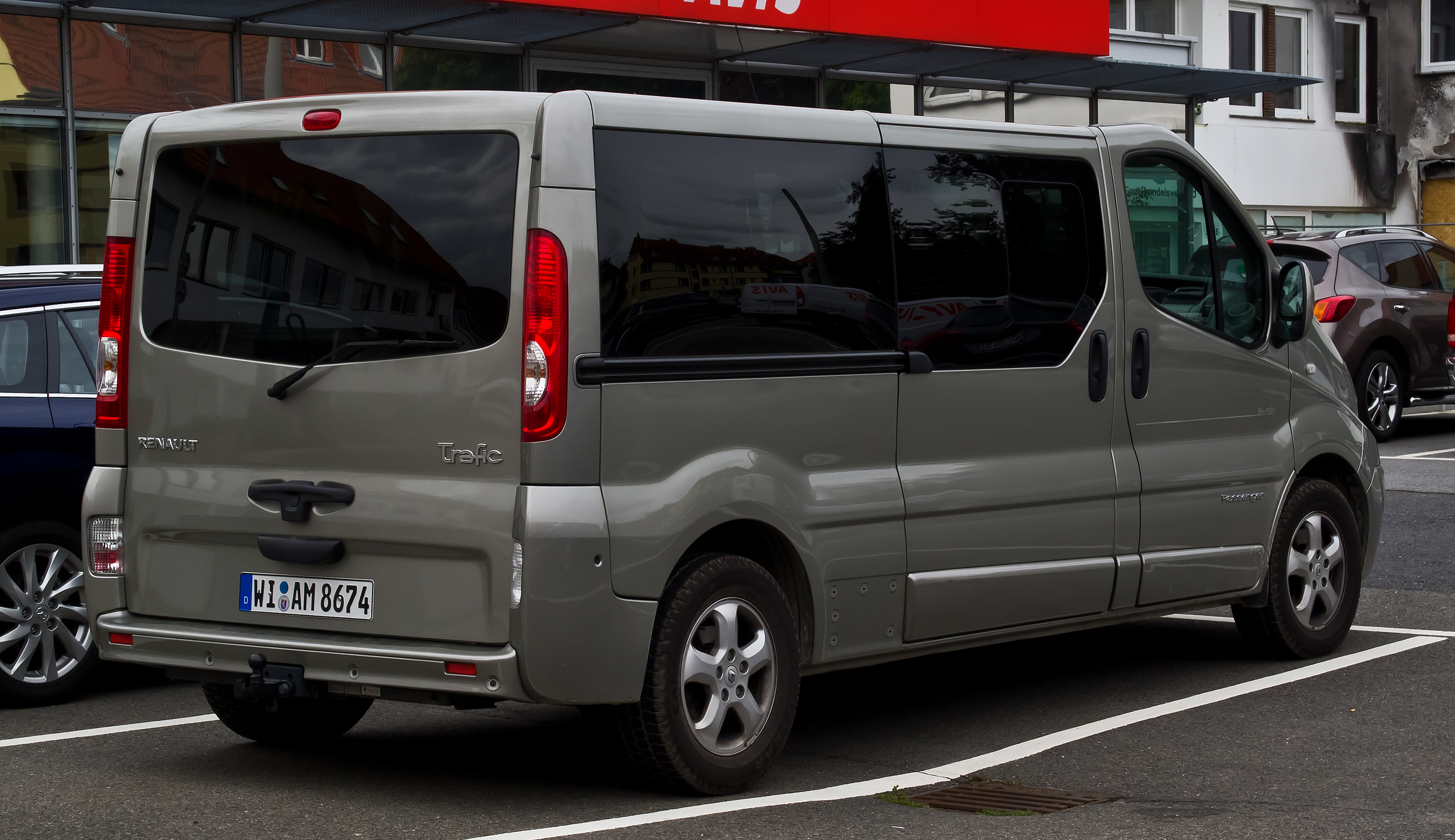
Renault Trafic II Kombi

Renault Trafic II został zaprezentowany po raz pierwszy we wrześniu 2001 roku.
Projektanci starali się dopasować wygląd drugiej generacji do współczesnych realiów. Auto skrócono i zmniejszono. Zastosowano nowocześniejsze rozwiązania techniczne. Trafic zyskał wyglądem na atrakcyjności dzięki innemu projektowi. Z przodu samochodu mogą usiąść 3 osoby. Wersje osobowe mają odpowiednio od 5 do 9 miejsc siedzących. W tym samym roku Opel wypuścił bliźniaczy model – Vivaro, który w 2002 roku zdobył prestiżowy tytuł Van of the Year. Jednocześnie partner Renault – Nissan zaczął sprzedawać model bliźniaczy – Primastar. 
Najważniejsze cechy stylizacji to m.in.: kroplowe reflektory i łukowe podwyższenie dachu. Samochód występuje w wersji z krótkim i długim rozstawem osi (długość zewnętrzna wynosi odpowiednio 4,78 i 5,18 m). Jego osobliwością jest występowanie wersji krótkiej z wysokim dachem, który zwiększa objętość ładowni z 5 do 7 m³. Dłuższe odmiany mieszczą 5,9 lub 8,3 m³. 
W 2006 roku przeprowadzono facelifting, który wynikał, podobnie jak w przypadku Renault Master z wprowadzenia silników spełniających normę emisji spalin Euro 4. Obecnie sprzedawane modele mają, ze względu na wymagania cieplne filtra cząstek stałych większe otwory w zderzaku przednim. Stosowane wcześniej silniki 1.9 dCi o mocy 82 i 100 KM zastąpiono silnikiem o pojemności 2.0 dm³, regulowanym na dwie moce: 90 i 115 KM. Silnik 2.5 dCi rozwija teraz 146 KM zamiast wcześniejszych 135 KM i jest stosowany także w Renault Masterze, gdzie zastąpił silnik o pojemności 3.0 dm³ produkcji Nissana, który osiągał moc 136 KM. Rok 2006 przyniósł także dwie odmiany skrzyniowe (z wysoką i niską podłogą; tylko z pojedynczą kabiną), a także popularną we Francji kabinę na ramie (plancher cabine), która służy do budowy samochodów kempingowych, karetek pogotowia, sklepów obwoźnych, a także nadwozi chłodniczych. W roku 2011 wycofano z oferty silnik 2.5 dCi ponieważ nie spełniał on normy Euro 5.
Modele drugiej generacji od 2002 roku powstają w zakładach w Barcelonie (2007 r. - 67 561 szt.), mniejsze liczby pojazdów są produkowane od 2001 roku w zakładach koncernu General Motors w Luton w Anglii (2007 r. - 24 978 szt.).

### Silniki
- Benzynowe

| Silnik  | Pojemność skokowa [cm³] | Moc maksymalna [KM] ([kW]) przy obr./min | Maks. moment obrotowy [Nm] przy obr./min | Układ i liczba cylindrów | Układ rozrządu/ liczba zaworów | Przyśpieszenie (s) 0-100 km/h | Prędkość maksymalna km/h | Spalanie (l/100 km) średnio |
| ------- | ----------------------- | ---------------------------------------- | ---------------------------------------- | ------------------------ | ------------------------------ | ----------------------------- | ------------------------ | --------------------------- |
| 2.0 16V | 1998                    | 120 (88)/4750                            | 190/3750                                 | R4                       | DOHC/16                        | 14,5                          | 160                      | 10,3                        |

- Diesla

| Silnik          | Pojemność skokowa [cm³] | Moc maksymalna [KM] ([kW]) przy obr./min | Maks. moment obrotowy [Nm] przy obr./min | Układ i liczba cylindrów | Układ rozrządu/ liczba zaworów | Przyśpieszenie (s) 0-100 km/h | Prędkość maksymalna km/h | Spalanie (l/100 km) średnio |
| --------------- | ----------------------- | ---------------------------------------- | ---------------------------------------- | ------------------------ | ------------------------------ | ----------------------------- | ------------------------ | --------------------------- |
| 1.9 dCi 80      | 1870                    | 82 (60)/3400                             | 190/2000                                 | R4                       | OHC/8                          | 23,7                          | 128                      | 7,7                         |
| 1.9 dCi 100     | 1870                    | 100 (74)/3500                            | 240/2000                                 | R4                       | OHC/8                          | 19,5                          | 135                      | 7,7                         |
| 2.0 dCi 90      | 1995                    | 90 (66)/3500                             | 240/1600                                 | R4                       | DOHC/16                        | 19,9                          | 135                      | 7,9                         |
| 2.0 dCi 115     | 1995                    | 115 (84)/3500                            | 290/1600                                 | R4                       | DOHC/16                        | 16,0                          | 150                      | 7,9                         |
| 2.5 dCi 135     | 2464                    | 135 (99)/3500                            | 310/1750                                 | R4                       | DOHC/16                        | 14,2                          | 165                      | 8,6                         |
| 2.5 dCi 115/150 | 2464                    | 115/145 (85/107)/3500                    | 320/1500                                 | R4                       | DOHC/16                        | 10,5                          | 185                      | 8,7                         |

## Trzecia generacja

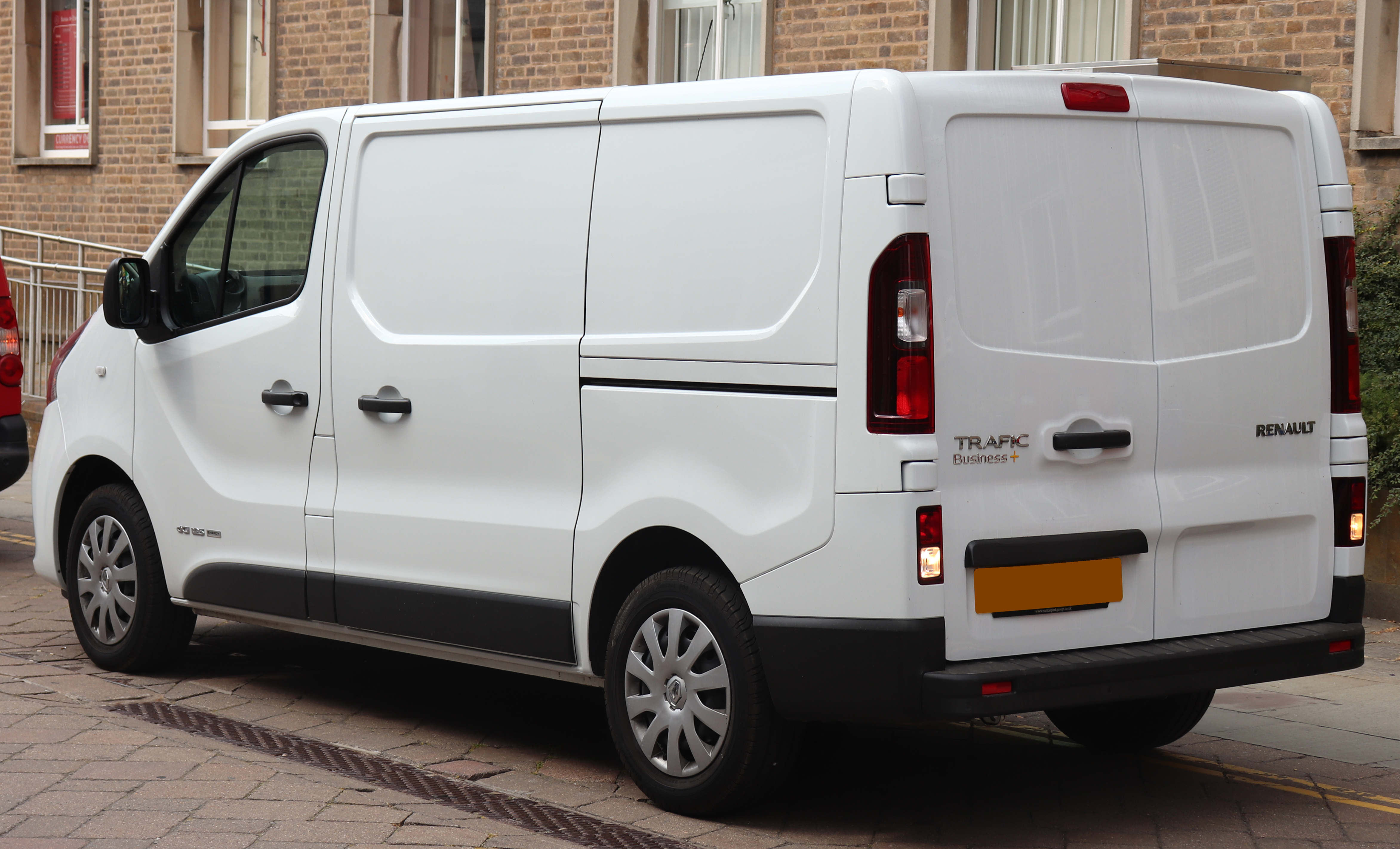
Renault Trafic III - tył

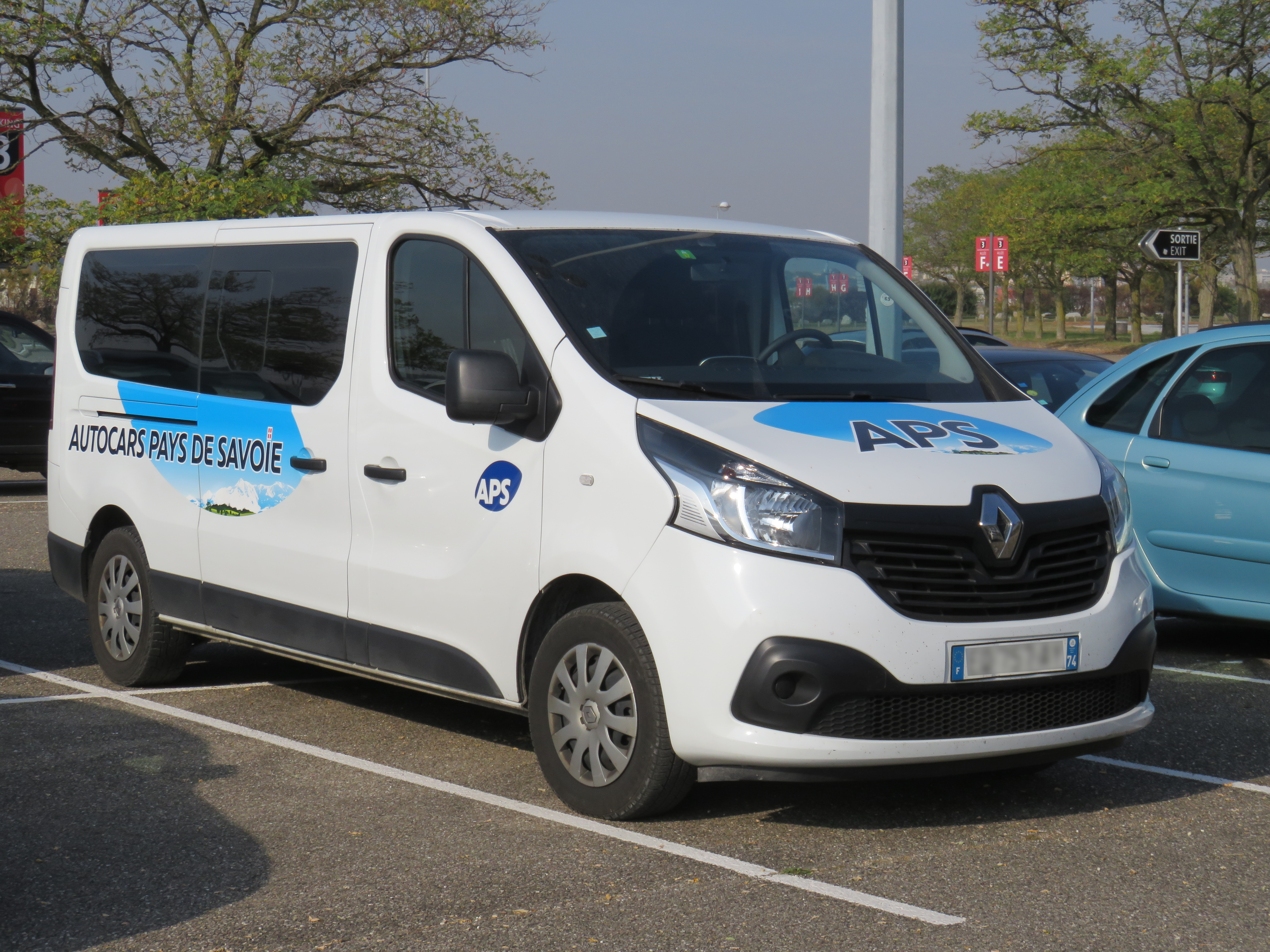
Renault Trafic III Kombi

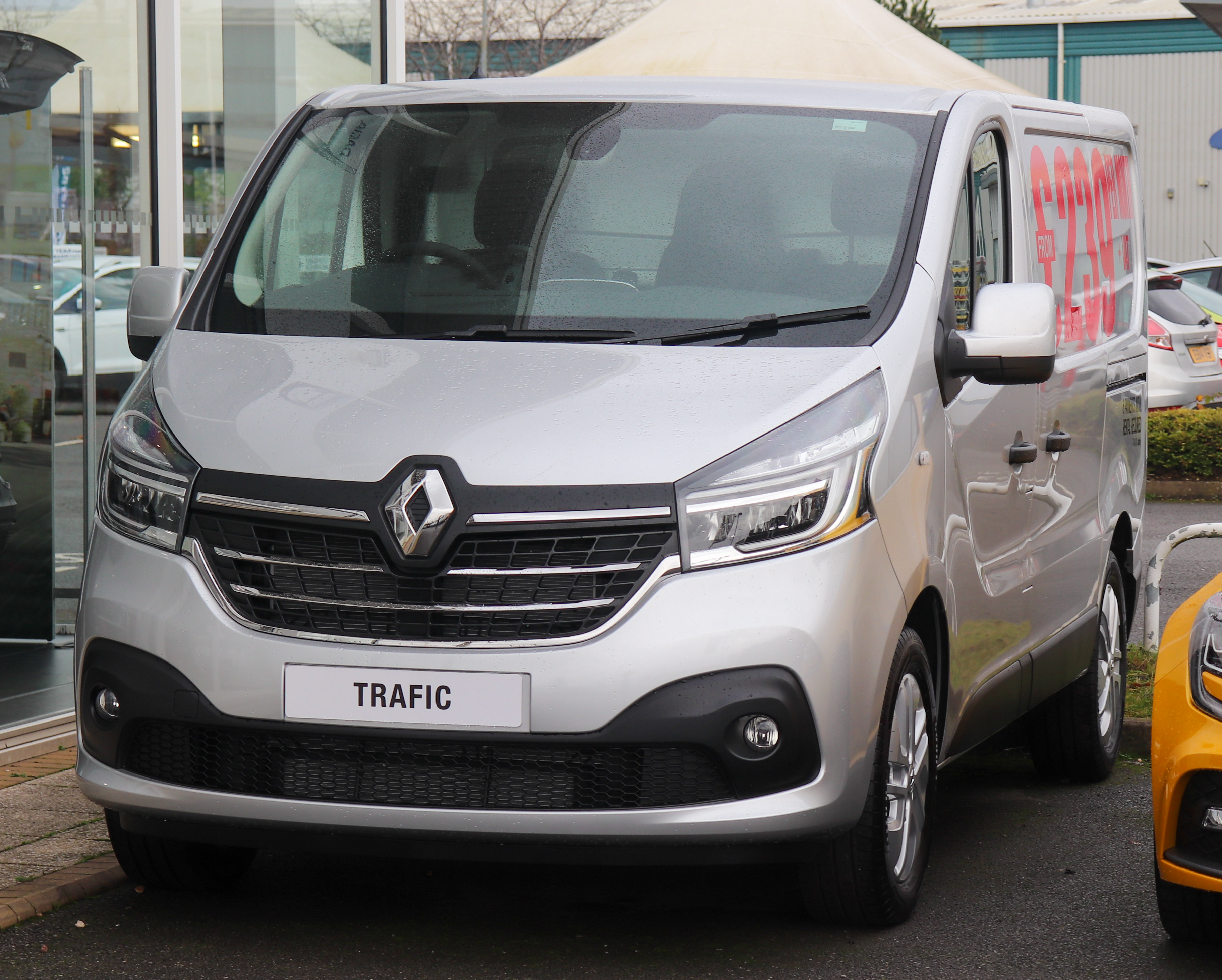
Renault Trafic III po pierwszym liftingu

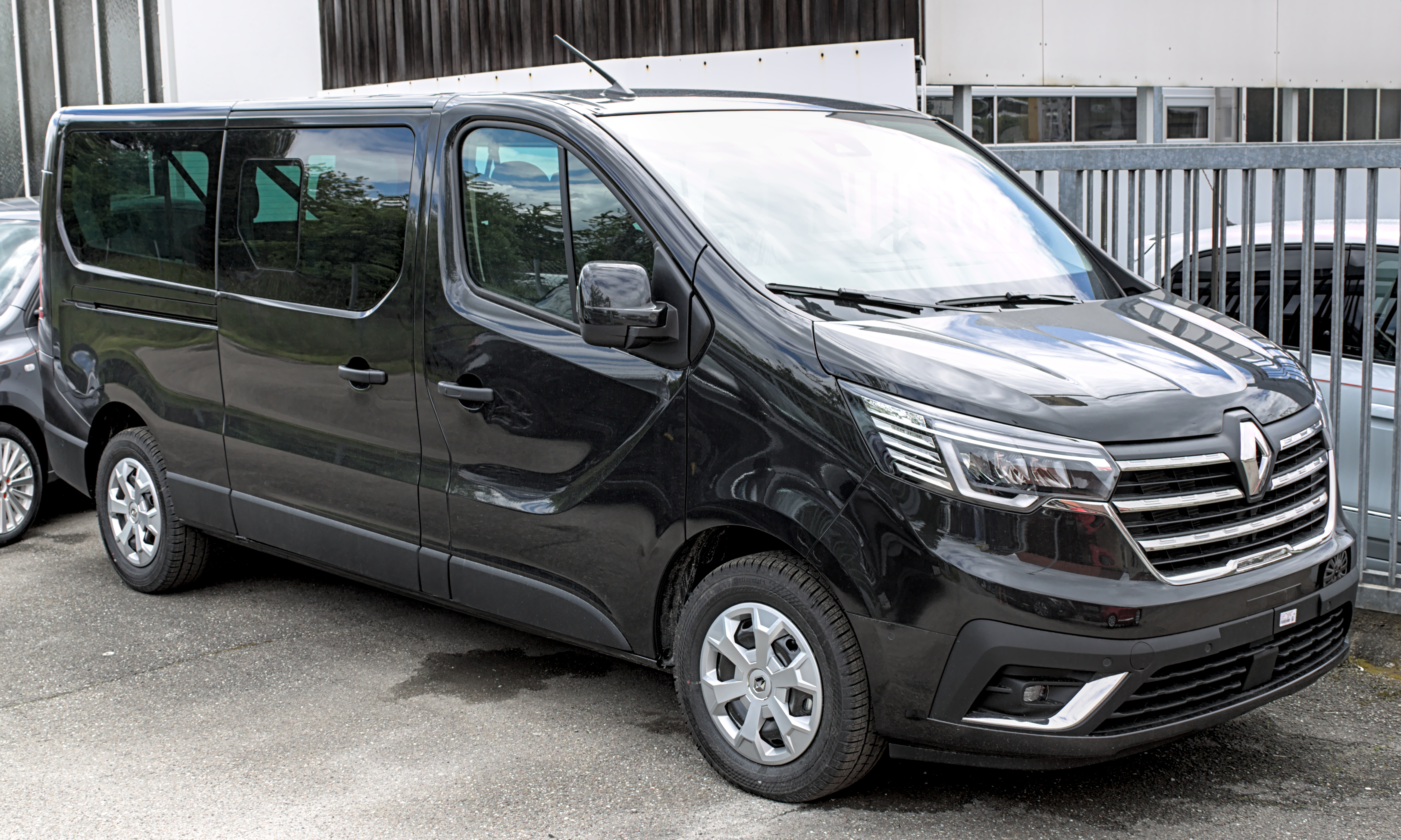
Renault Trafic III po drugim liftingu

Renault Trafic III po raz pierwszy zaprezentowano w marcu 2014 roku.
Trafic III powstał jako zupełnie nowa konstrukcja, która nie ma nic wspólnego ze starszym modelem. Pojazd dostępny będzie w dwóch konfiguracjach rozstawu osi (krótki i długi) oraz w dwóch wariantach wysokościach karoserii (niski, wysoki). Uwzględniając różne wersje napędowe i możliwości przewożenia ładunków pojazd dostępny będzie w 270 konfiguracjach. 

### Wersje bliźniacze
Trzecia generacja Trafica ma największe w dziejach tego modelu grono bliźniaczych konstrukcji. Równolegle w 2014 roku na rynek pierwszy trafił model Vivaro spod znaku Opla, który z racji nowych porządków wprowadzonych przez PSA zniknął z rynku przedwcześnie w 2018 roku i został zastąpiony przez bliźniaczą konstrukcję względem Citroena i Peugeota.
W 2016 roku, dwa lata po debiucie Trafica, do sprzedaży trafił Nisan NV300, następca Primastara i konstrukcja Fiata – model Talento, który po zakończonej współpracy Włochów z PSA zastąpił model Scudo.
5 lat po premierze Trafica do grona bliźniaczych konstrukcji dołączy także model spod znaku Mitsubishi, które obecnie jest częścią koncernu Renault-Nissan. Model o nazwie Express produkowany będzie od 2019 roku we francuskich zakładach Renault z przeznaczeniem na rynek Australii i Nowej Zelandii.

### Facelifting
W połowie 2019 roku Renault Trafic przeszedł face lifting. Z przodu pojazdu przemodelowano m.in. światła przednie czy też atrapę chłodnicy. Wewnątrz pojazdu odświeżono deskę rozdzielczą, zmieniono m.in. kratki nawiewów, drążek zmiany biegów, oraz wprowadzono nowe ozdobne elementy wykończeniowe. Do tego wprowadzono nową tapicerkę, a na liście wyposażenia dodatkowego pojawiło się np. cyfrowe radio DAB. Spore zmiany zaszły pod maską, dotychczas stosowane silniki o pojemności 1.6 dCi zastąpione będą jednostkami 2.0 dCi o mocach od 120 do 170 KM wykorzystując pojedyncze turbo ze zmienną geometrią łopatek (tzw. VTG). Topowy 2-litrowy turbodiesel dysponować ma maksymalnym momentem obrotowym dochodzącym do 380 Nm, co oznacza przyrost w stosunku do aktualnie oferowanej wersji 145 dCi o 40 Nm. Od teraz poza standardową 6-biegową manualną skrzynią biegów dwie najmocniejsze odmiany będą występować z automatyczną dwusprzęgłową przekładnią EDC.

### Drugi facelifting
W listopadzie 2020 roku Renault zapowiedziało, że w marcu 2021 roku do produkcji Trafic po drugiej modernizacji. Samochód zyska nową stylistykę pasa przedniego oraz unowocześnione wnętrze. W późniejszym okresie do gamy ma trafić także wersja elektryczna.

### Silniki
Podstawowym silnikiem modelu będzie silnik wysokoprężny 1.6 dCi oferowany w kilku wariantach do wyboru w wersji z jedną turbosprężarką o zmiennej geometrii łopatek o mocy 90 KM i 115 KM, lub z dwoma niezależnymi turbinami i mocy 120 KM oraz 140KM.